# Sphecodes pectoralis
Sphecodes pectoralis is een vliesvleugelig insect uit de familie Halictidae. De wetenschappelijke naam van de soort werd voor het eerst geldig gepubliceerd in 1876 door Morawitz.